# Stemonitopsis
Stemonitopsis is een geslacht van slijmzwammen dat behoort tot de familie Stemonitidaceae.

## Soorten
Observation.org vermeldt negen soorten in die tot het geslacht Stemonitopsis behoren:
- Stemonitopsis aequalis (Teer kroeskopje)
- Stemonitopsis amoena (Roestbruin schijnpluimpje)
- Stemonitopsis curiosa
- Stemonitopsis gracilis (Golfdradig schijnpluimpje)
- Stemonitopsis hyperopta (Fier schijnpluimpje)
- Stemonitopsis microspora (Kleinsporig schijnpuimpje)
- Stemonitopsis peritricha (Hoekmazig schijnpluimpje)
- Stemonitopsis subcaespitosa (Zeefvoetschijnpluimpje)
- Stemonitopsis typhina (Zilveren schijnpluimpje)